# Neu-Dornap
Neu-Dornap ist ein Ortsteil im Stadtbezirk Vohwinkel der bergischen Großstadt Wuppertal in Nordrhein-Westfalen in Deutschland.

## Lage und Beschreibung
Die Ortschaft liegt in dem Wohnquartier Schöller-Dornap nördlich des Vohwinkler Ortszentrums und des Waldgebiets Osterholz und südlich des Ortsteils Dornap. Die Siedlung Ladebühne ist heute mit Neu-Dornap zusammengewachsen. Weitere benachbarte Orte sind Holthausen, Holthauser Heide, Buntenbeck, Kahlenbusch und Bellenbusch. Fliethe, Buschkothen und Sandfeld sind abgegangen. 
Der Ort grenzt im Norden an ausgedehnte Betriebsflächen, Anlagen und Steinbrüche des Rheinkalk-Werks Dornap.
Beim Ort kreuzen sich die Bahnstrecke Wuppertal-Vohwinkel–Essen-Überruhr (die Stammstrecke der ehemaligen Prinz-Wilhelm-Eisenbahn-Gesellschaft) und die  Bahnstrecke Düsseldorf-Derendorf–Dortmund Süd (so genannte „Wuppertaler Nordbahn“ der Rheinischen Eisenbahn-Gesellschaft).

## Etymologie und Geschichte
Neu-Dornap steht in Nachfolge des Hofs Dornap, dessen ursprünglicher Siedlungsplatz bei Anlage des Kalksteinbruchs Grube Hahnenfurth abging.
Im 19. Jahrhundert war Neu-Dornap ein Wohnplatz in der Landgemeinde Schöller der Bürgermeisterei Haan (ab 1894 Bürgermeisterei Gruiten) die aus der bergischen Herrschaft Schöller hervorging. 1888 besaß der Ort laut dem Gemeindelexikon für die Provinz Rheinland drei Wohnhäuser mit 35 Einwohnern. Der Ort wird zu dieser Zeit Neu Dornap genannt.
Mit der Gebietsreform von 1975 wurde der Gemeinde Schöller von dem Amt Gruiten im Kreis Düsseldorf-Mettmann abgespaltet und als Wohnquartier Schöller-Dornap nach Wuppertal eingemeindet. Dabei ging Neu-Dornap in den Ortsteil Ladebühne auf.